# Bratonci
Bratonci (mađarski: Bratonc, njemački: Neuhof) su naselje u slovenskoj Općini Beltincu. Bratonci se nalazi u pokrajini Prekmurju i statističkoj regiji Pomurju. Ovdje je bio rođen pisac Števan Kühar.

## Stanovništvo
Prema popisu stanovništva iz 2002. godine naselje je imalo 705 stanovnika.